# Estudos de Kinsey
Os Estudos de Kinsey são dois livros controversos sobre comportamento sexual humano, Sexual Behavior in the Human Male (1948) e Sexual Behavior in the Human Female (1953), por Dr. Alfred C. Kinsey, Wardell Pomeroy e outros. Kinsey era um zoologista na Indiana University at Bloomington e o fundador do Institute for Sex Research.
As pesquisas de Kinsey surpreenderam o público em geral e foram imediatamente foco de controvérsia e visibilidade. As suas conclusões causaram choque e escândalo, não só por desafiarem ideias convencionais sobre a sexualidade, mas também porque discutiam questões que eram até então tabu. O senso comum de que a heterossexualidade e a abstinência eram a norma quer ética quer estatística não tinha até então sido seriamente posto em causa. As pesquisas apontaram, por exemplo, que 92% dos homens e 62% das mulheres se masturbavam, e que 37% de homens e 13% de mulheres tiveram atividade sexual com parceiros do mesmo sexo.